# William Frith

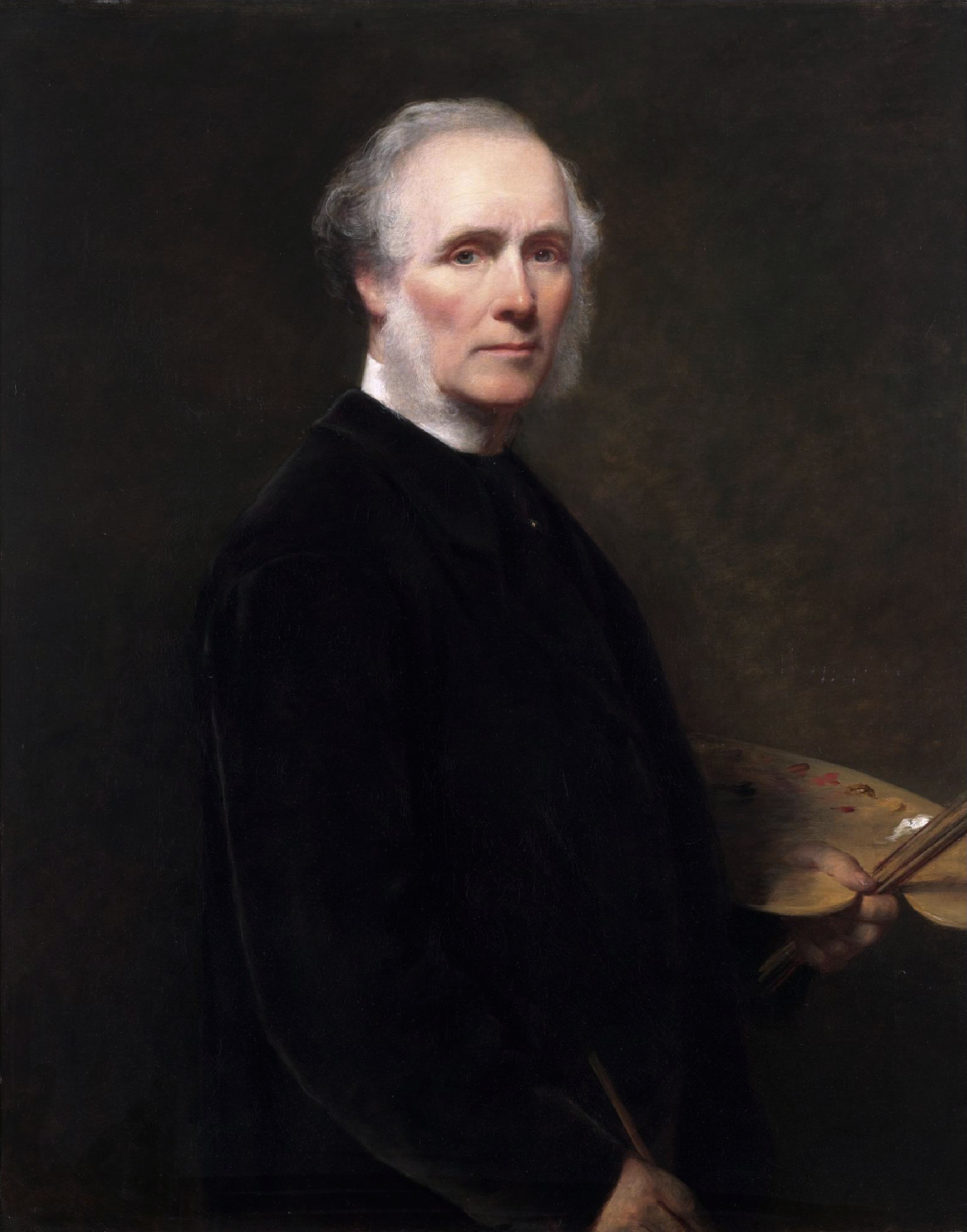
Selbstbildnis (1884)

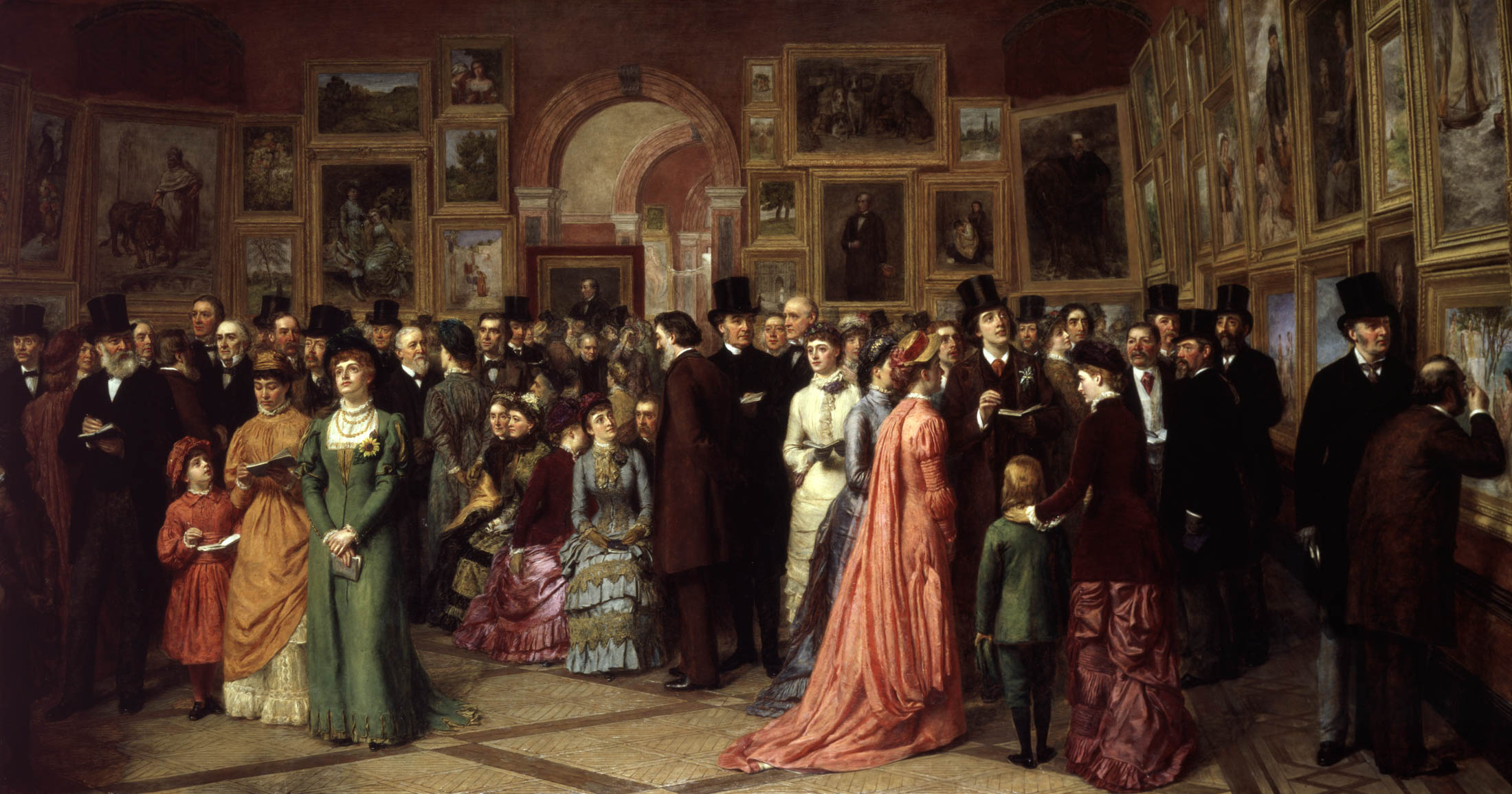
A Private View at the Royal Academy (1881)

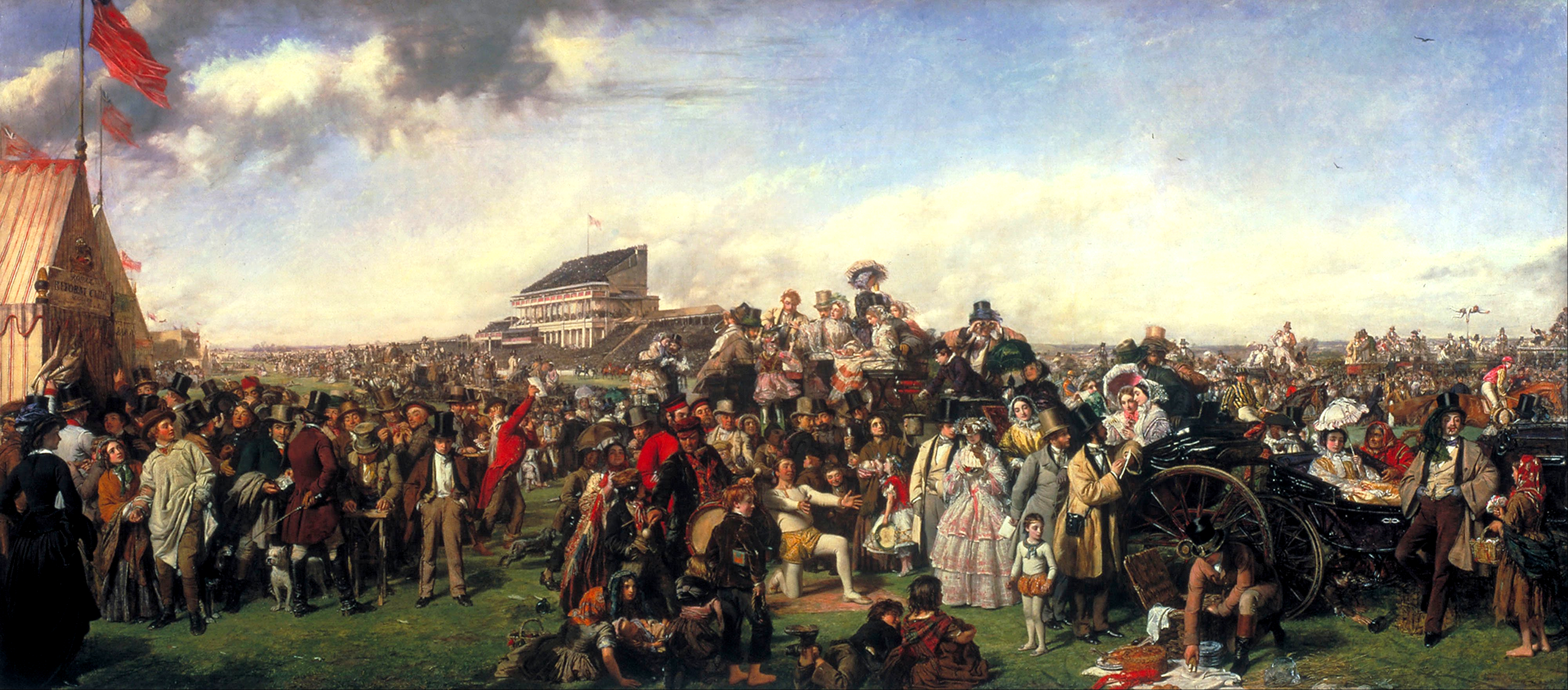
The Derby Day (1856), Öl auf Leinwand, 101,6 × 223,5 cm

William Powell Frith RA (* 19. Januar 1819 in Aldfield (Yorkshire); † 2. November 1909 in London) war ein britischer Maler.

## Leben
1835 kam William Frith nach London und wurde Schüler an der Royal Academy of Arts. Er entwickelte sich bald zu einem der bedeutendsten Genremaler. Anfangs behandelte er literarische Motive, dann Stoffe aus dem Leben. 1838 schloss er sich seinem Kollegen Richard Dadd an, als dieser die Malervereinigung The Clique gründete.
Er wurde ein großer Liebling des heimischen Publikums durch seine Fähigkeit, den spezifisch nationalen Charakter des englischen Lebens im Volk wie in der höheren Gesellschaft mit größter Treue und feinem Humor wiederzugeben.
Im Vortrag sind seine Gemälde elegant, in der Farbenwirkung von einer nicht gerade unharmonischen, wohl aber der Wahrheit nicht immer entsprechenden Buntheit, ein Fehler, den er mit vielen seiner Landsleute teilt.
Neben der Royal Academy war Frith Mitglied der königlichen Kunstakademien von Brüssel, Antwerpen, Stockholm und Wien, letztere Mitgliedschaft aufgrund der Ausstellung seines Gemäldes The Derby Day in Wien.

## Werke (Auswahl)

### Bilder
- Derby Day.[2] 1858, London, Nationalgalerie.
- The Derby Day 1856–8, Oilpainting by William Powell Frith in Tate Gallery
- Das Seeufer zu Ramsgate (der Königin Viktoria gehörig),
- Lord Foppington[3] seine Abenteuer erzählend.
- Die Verhaftung auf der Eisenbahnstation. 1861.
- Die Vermählung des Prinzen von Wales[4]. 1863.
- Road to Ruin[5]. 1878 (ein Zyklus von fünf Bildern).
- Race for wealth.[5] 1890 (ein Zyklus von fünf Bildern).

### Bücher
- My autobiography and Reminiscences. Harper, New York 1888. (archive.org). Nachdruck: Kessinger Publ., Whitefish, Mon. 2010, ISBN 978-1-163-43260-0.
- Further Reminiscences. Bentley Books, London 1888.
- Neville Wallis (Hrsg.): A Victorian Canvas. The memoirs of W. P. Frith. Bles Books, London 1957.